# Lotto (Danske Spil)
 For alternative betydninger, se Lotto (flertydig). (Se også artikler, som begynder med Lotto)
Lotto er et talspil der udbydes af Danske Lotteri Spil A/S i Danmark. Danske Lotteri Spil A/S er et datterselskab til Danske Spil A/S og har monopol på at udbyde lotterier i Danmark jf. spillelovens § 6, stk.1 Selvom spillemarkedet fra 1. januar 2012 blev liberaliseret i Danmark, har Danske Lotteri Spil fortsat monopol på at udbyde Lotto. I overensstemmelse med bekendtgørelse om tilbagebetalingsprocenter mv. anvendes mindst 45 % af den samlede indskudssum til gevinster. Den første trækning i Danmark fandt sted 7. oktober 1989.
Spillet spilles ved at udfylde en Lotto kupon, der består af i alt 10 rækker, der hver rummer tallene 1 til 36 (lørdag). På en almindelig række udvælges syv tal (lørdag).Man kan nøjes med at spille en enkelt række. Prisen per række er 7 DKK (2023).

## Spiltyper
Det almindelige Lotto med 8.347.680 kombinationsmuligheder er tidligere og bliver fortsat suppleret af både tillægsspil og variationer:
Viking Lotto var en fælles trækning for Danmark, Norge, Finland, Island og Sverige der blev indført 17. marts 1993. Senere er Estland, Letland, Litauen, Slovenien og Belgien også kommet med. Spillet omfatter 6/48 vindertal samt to tillægstal og et supertal. Spillet blev 21. februar 2001 i Danmark omdøbt til Onsdags Lotto, men skiftede tilbage til Vikinglotto i maj 2017, og omfatter 98.172.096 kombinationsmuligheder. Spillet administreres af de enkelte nationale udbydere og det er kun førstepræmiepuljen og superpuljen, der er fælles. Trækningen af vindertallene foregår hver onsdag aften kl. 19 i Hamar, Norge. 
Joker er et tillægsspil til Lotto, Onsdags Lotto Tips og Boxen. Det koster 10 kroner ekstra og spilleren tildeles to rækker à syv tal. Hvis mindst to af tallene i rækken læst fra højre mod venstre matcher den udtrukne jokerrække, har man vundet en gevinst. Jo flere tal i serien, der er identiske, jo højere præmie.
Drømmegevinsten blev indført i december 2008 og var en ekstra pulje på 25 millioner kroner, der ville blive udløst, hvis der var spillere med både syv rigtige vindertal i Lotto og mindst to rigtige vindertal i Jokerspillet på samme kvittering. Ingen spillere vandt Drømmegevinsten, der blev fjernet fra Danske Spils produkthylde i foråret 2009.

## Spillemuligheder
På kuponen afkrydses de tal, som man ønsker at spille på. Man kan vælge selv at foretage afkrydsningen, eller man kan lade salgsmaskinen bestemme tallene. Sidstnævnte kaldes for en "lynlotto". Udover en mere eller mindre tilfældig udvælgelse af tal, kan man også spille med nogle særlige matematiske systemer ("systemlotto").
Eksempelvis udvælges ni tal, og så spilles der på alle de tænkelige kombinationer med de ni tal – i alt 36 forskellige rækker.
Der er også mulighed for at spille reducerede systemer, hvor man eksempelvis udvælger 12 forskellige tal, og de bliver så fordelt på 12 rækker. Er de syv udtrukne tal blandt ens 12 valgte, er man sikret en gevinst på mindst fem rigtige, men det er ikke nødvendigvis førstepræmien.
En tredje variant af systemspil er Chancesystemer, hvor man så udvælger eksempelvis 20 tal fordelt på 20 forskellige rækker. Er de syv vindertal blandt de 20 valgte tal, er der en chance for gevinst, men der er ingen garanti, da systemet er meget kraftigt reduceret.
Herudover tilbydes et såkaldt Plusabonnement, hvor spilleren tilmelder sig et forudbestemt antal spil per uge, og så bliver det samlede beløb trukket via Betalingsservice. Fordelen er, at der dermed automatisk spilles hver uge.

## Gevinstmuligheder og -størrelser
For det almindelige lottospil er sandsynligheden og gevinst-udsvinget som følger:
- 7 rigtige – Svinger fra 8 mio. kr. til omkring 40 mio. kr. (1 / 8.347.680 kombinationer)
- 6 rigtige + tillægstallet – Omkring 100.000 kr. (7 / 8.347.680 kombinationer).
- 6 rigtige, ingen tillægstal – Ca. 2000 kr. (203 / 8.347.680 kombinationer eller 1 / 44168).
- 5 rigtige – Normalt lidt over 100 kr. (8.526 / 8.347.680 kombinationer eller 1 / 979).
- 4 rigtige – 70 kr. (127.890 / 8.347.680 kombinationer eller 1 / 65).

Dermed er der 8.211.060 / 8.347.680 kombinationer, som ikke giver nogen gevinst, svarende til en sandsynlighed på 98,36 % for ikke at få gevinst på en enkelt lottorække.
Sædvanlig gevinst størrelse pr. uge (Hvis der ikke bliver vundet): 1 uge 8 mio. kr. 2 uge 10 mio. kr. 3 uge 12 mio. kr. 4 uge 14 mio. kr. osv.
I overensstemmelse med lovgivningen, anvendes mindst 45 % af den samlede indskudssum til gevinster. Den samlede gevinstsum deles i fem præmiepuljer med:
- 48 % som 1. præmie til rækker, der indeholder 7 vindertal.
- 8 % som 2. præmie til rækker, der indeholder 6 vindertal + tillægstallet.
- 3,5 % som 3. præmie til rækker, der indeholder 6 vindertal.
- 6,5 % som 4. præmie til rækker, der indeholder 5 vindertal.
- 34 % som 5. præmie til rækker, der indeholder 4 vindertal.

### Top 10 gevinster i Danmark
Bemærk at Vikinglotto (Onsdags Lotto) ikke er med her
| Rank | Dato               | Gevinst                          | Køb                                                                     | Vinder                                           |
| ---- | ------------------ | -------------------------------- | ----------------------------------------------------------------------- | ------------------------------------------------ |
| 1    | 29. marts 2008     | 38.564.007 mio. kr.              | Kupon solgt i Føtex på Østerbro i København                             | Anonym familie på Østerbro                       |
| 2    | 3. maj 2008        | 33.240.799 mio. kr.              | Kupon solgt i Centerkiosken i Tranbjerg ved Aarhus                      | Anonym person                                    |
| 3    | 6. juni 2009       | 32.407.406 mio. kr.              | Kupon solgt i Kvickly i Ebeltoft                                        | Anonym person                                    |
| 4    | 10. maj 2014       | 30.231.054 mio. kr.              | Kupon købt via PLUS abonnement                                          | Anonym person fra Østjylland                     |
| 5    | 30. november 2013  | 30.204.101 mio. kr.              | Kupon købt i Dagli'Brugsen i Grevinge                                   | Anonym mand fra Grevinge                         |
| 6    | 17. april 2021     | 30.000.000 mio. kr.              | Kupon købt i SuperBrugsen i Solbjerg i Aarhus                           | Anonym aarhusianer                               |
| 7    | 13. september 2014 | 28.769.009 mio. kr.              | Kupon købt via PLUS abonnement                                          | Anonym ægtepar fra Fyn                           |
| 8    | 30. april 2016     | 27.425.349 mio. kr.              | Kupon købt i Føroya Keypssamtøka i Hoyvík på Færøerne                   | Anonym person                                    |
| 9    | 5. maj 2012        | 26.519.164 mio. kr.              | Kupon købt via PLUS abonnement                                          | Anonym mand fra Kronjylland                      |
| 10   | 2. marts 2013      | 26.061.692 mio. kr. (2x vindere) | Kupon købt i Kvickly i Åbyhøj ved Aarhus Kupon købt via PLUS abonnement | Anonym person Anonym person fra Favrskov Kommune |

## Lotto på tv med værter
Fra den første danske Lottotrækning tilbage i 1989 og frem til 1. december 2013 har DR vist den ugentlige lottotrækning i et 10 minutter langt tv-program. Her vistes både Lotto- og Jokertrækningen, og der blev også vist en kort film om et af de projekter, tipsmidlerne som Danske Spil har støttet.